# Oskar Evers
Oskar Hugo Evers, född 18 april 1833 i Tyska Christinae församling, Göteborg, död 19 april 1918 i Engelbrekts församling, Stockholms stad, var en svensk ämbetsman och riksdagsman.
Evers studerade som ung jordbruk både i Sverige och i Skottland. Han blev förvaltare till Ströms egendomar i trakten av Lilla Edet och sedermera ägare till det av honom själv 1870 inköpta godset Åkerby i Örebro län. Han var 1864–1871 ledamot av Göteborgs och Bohus läns hushållningssällskaps förvaltningsutskott, innehade 1871–1882 samma ställning i Örebro läns och var 1876–1882 vice ordförande i sistnämnda läns hushållningssällskap.
1863–1869 var Evers ledamot av Göteborgs och Bohus läns landsting samt 1879–1887 och 1889–1894 ledamot av riksdagens första kammare, som gav honom plats i bankoutskottet 1880, 1881–1882 i statsutskottet och 1894 i tillfälliga utskottet för skogsfrågor, vilket valde honom till ordförande. 1880–1882 var Evers ledamot av kommittén för lantförsvarets ordnande. Då i riksdagen frågan om domänförvaltningen kom på dagordningen, uppträdde Evers såsom auktoritet på detta område, och då Domänstyrelsen 1882 inrättades, blev Evers detta ämbetsverks förste generaldirektör. Han tog avsked 1898.
Oskar Evers var son till Asmus Heinrich Evers och Christina Sophia von Sivers. Sedan 1860 var han gift med Hulda Röhss. Han var kusin till Albert Evers. Han är begraven på Norra begravningsplatsen i Solna kommun.

## Utmärkelser
- Kommendör med stora korset av Nordstjärneorden, 1 december 1892.[13]